# Phrynobatrachus cornutus
Phrynobatrachus cornutus és una espècie de granota que viu al Camerun, República Centreafricana, República del Congo, Guinea Equatorial i Gabon.
Està amenaçada d'extinció per la pèrdua del seu hàbitat natural.